# Tổng giáo phận Tokyo
Tổng giáo phận Tokyo (カトリック東京大司教区 (Catholic Đông Kinh Đại ti Giáo khu) Katorikku Tōkyō daishikyō-ku) (tiếng Latinh: Archidioecesis Tokiensis) là một tổng giáo phận của Giáo hội Công giáo Rôma ở Nhật Bản. Hiện tại, địa giới của nó bao gồm thủ đô Tokyo và tỉnh Chiba. Nhà thờ chính tòa Sekiguchi, còn được biết đến với tên gọi Nhà thờ chính tòa St. Mary là nhà thờ chính tòa của tổng giáo phận.
Giáo phận được lập với tư cách là Hạt Đại diện Tông Tòa Nhật Bản vào ngày 1 tháng 5 năm 1846, bởi Giáo hoàng Grêgôriô XVI, và tên của nó sau đó đã được Giáo hoàng Piô IX đổi thành Hạt Đại diện Tông Tòa Bắc Nhật Bản vào ngày 22 tháng 5 năm 1876.
Nó được Giáo hoàng Lêô XIII nâng lên thành Tổng giáo phận Tokyo vào ngày 15 tháng 6 năm 1891 và hình thành giáo phận trực thuộc Niigata, Saitama, Sapporo, Sendai, và Yokohama.
Tổng giáo phận hiện được cai quản bởi Hông y Tarcisius Kikuchi Isao S.V.D, (từ 2017) và giám mục phụ tá tân cử Andrea Lembo (bổ nhiệm năm 2023).

## Các đời giám mục quản nhiệm
| STT                                | Tên                            | Thời gian quản nhiệm                        | Ghi chú                                                |
| Hạt Đại diện Tông tòa Nhật Bản     | Hạt Đại diện Tông tòa Nhật Bản | Hạt Đại diện Tông tòa Nhật Bản              | Hạt Đại diện Tông tòa Nhật Bản                         |
| ---------------------------------- | ------------------------------ | ------------------------------------------- | ------------------------------------------------------ |
| 1 †                                | Théodore-Augustin Forcade      | 1846-1852                                   |                                                        |
| 2 †                                | C. Collin                      | 1852-?                                      | Thông tin chưa được xác thực.                          |
| 3 †                                | Bernard-Thadée Petitjean       | 1866-1876                                   |                                                        |
| 4 †                                | Joseph-Marie Laucaigne         | 1873-1876                                   |                                                        |
| Hạt Đại diện Tông tòa Bắc Nhật Bản |                                |                                             |                                                        |
| 5 †                                | Pierre-Marie Osouf             | 1876-1891                                   |                                                        |
| Tổng giáo phận Tokyo               |                                |                                             |                                                        |
|                                    | Pierre-Marie Osouf             | 1891-1906                                   |                                                        |
| 6 †                                | Pierre-Xavier Mugabure         | phó 1902-1906 1906-1910                     |                                                        |
| 7 †                                | François Bonne                 | 1910-1912                                   |                                                        |
| 8 †                                | Jean-Pierre Rey                | 1912-1926                                   |                                                        |
| *                                  | Trống tòa                      | 1926 - 1927                                 |                                                        |
| 9 †                                | Jean-Baptiste-Alexis Chambon   | 1927-1937                                   |                                                        |
| 10 †                               | Phêrô Doi Tatsuo               | 1937-1970 1960-1970                         |                                                        |
| 11 †                               | Phêrô Shirayanagi Seiichi      | 1966-1968 phó 1969-1970 1970-2000 1994-2009 | Giám mục phụ tá Tổng giám mục phó Tổng giám mục Hồng y |
| 12 †                               | Stêphanô Hamao Fumio           | 1970-1979                                   |                                                        |
| 13 †                               | Phaolô Mori Kazuhiro           | 1984-2000                                   |                                                        |
| 14 †                               | Phêrô Okada Takeo              | 2000-2017                                   |                                                        |
| 15                                 | Giacôbê Koda Kazuo             | 2004-2018                                   |                                                        |
| 16                                 | Tarcisius Kikuchi Isao         | 2017-nay 2024-nay                           |                                                        |
| 17                                 | Andrea Lembo                   | 2023-nay                                    |                                                        |

Ghi chú:
- : Hồng y
- : Tổng giám mục (phó)
- : Giám mục phụ tá, Đại diện tông tòa
- : Giám quản tông tòa